# Lagoa Dom Helvécio
A Lagoa Dom Helvécio, também conhecida como Lagoa do Bispo, é uma lagoa localizada no município brasileiro de Marliéria, no interior do estado de Minas Gerais. Possui área de 6,7 km² e alcança 32,5 metros de profundidade, sendo apontada como a lagoa mais profunda do Brasil. Encontra-se protegida pelas matas do Parque Estadual do Rio Doce (PERD), que é considerado a maior reserva de Mata Atlântica de Minas Gerais e abrange um dos cinco maiores sistemas lacustres do mundo, que envolve mais de 40 lagoas.
Seu nome é uma homenagem a Dom Helvécio Gomes de Oliveira, arcebispo de Mariana, que ficou maravilhado com as florestas locais nas ocasiões em que esteve em Marliéria. Em 1935, visitou a então Lagoa Nova, atual Lagoa Dom Helvécio, onde já existia uma capela. Atendendo à sugestão do bispo, em março de 1936, o então governador Benedito Valadares e seu secretário da agricultura Israel Pinheiro ordenaram a demarcação de 320 km², entre Timóteo e Marliéria, para então ser criado o Parque Estadual do Rio Doce pelo Decreto-lei nº 1.119, de 14 de julho de 1944.
A lagoa é a única do PERD liberada para a visitação de turistas, sendo aberta para pesca desportiva devido ao controle dos peixes exóticos, com registros de espécies de bagre, cará, cumbaca, lambari, manjuba e traíra. Caiaques, pedalinhos e barcos podem ser alugados no local para passeios. Banhos são permitidos na área rasa do corpo hídrico, a chamada "prainha".

## Imagens

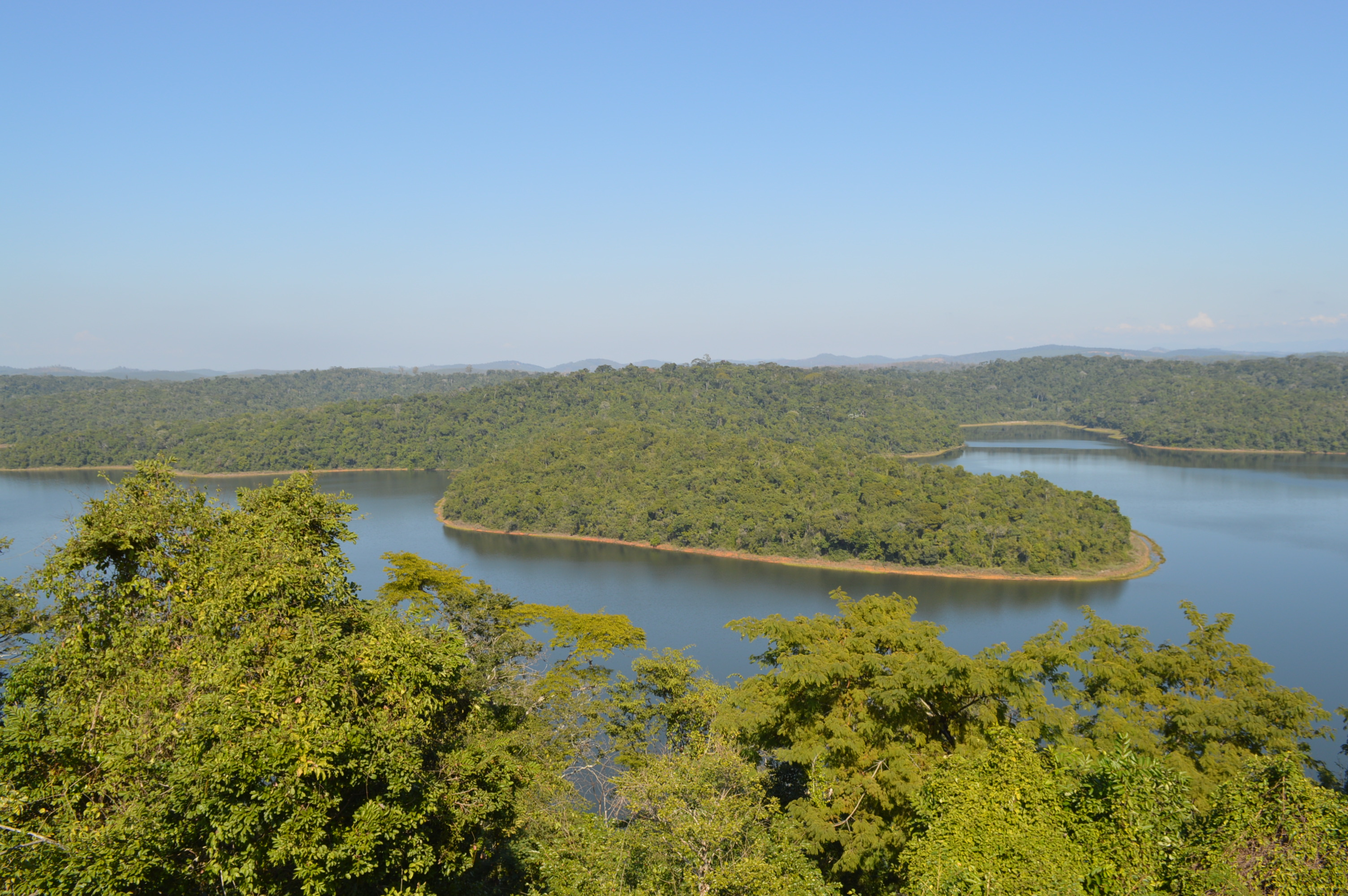
Vista parcial da Lagoa Dom Helvécio
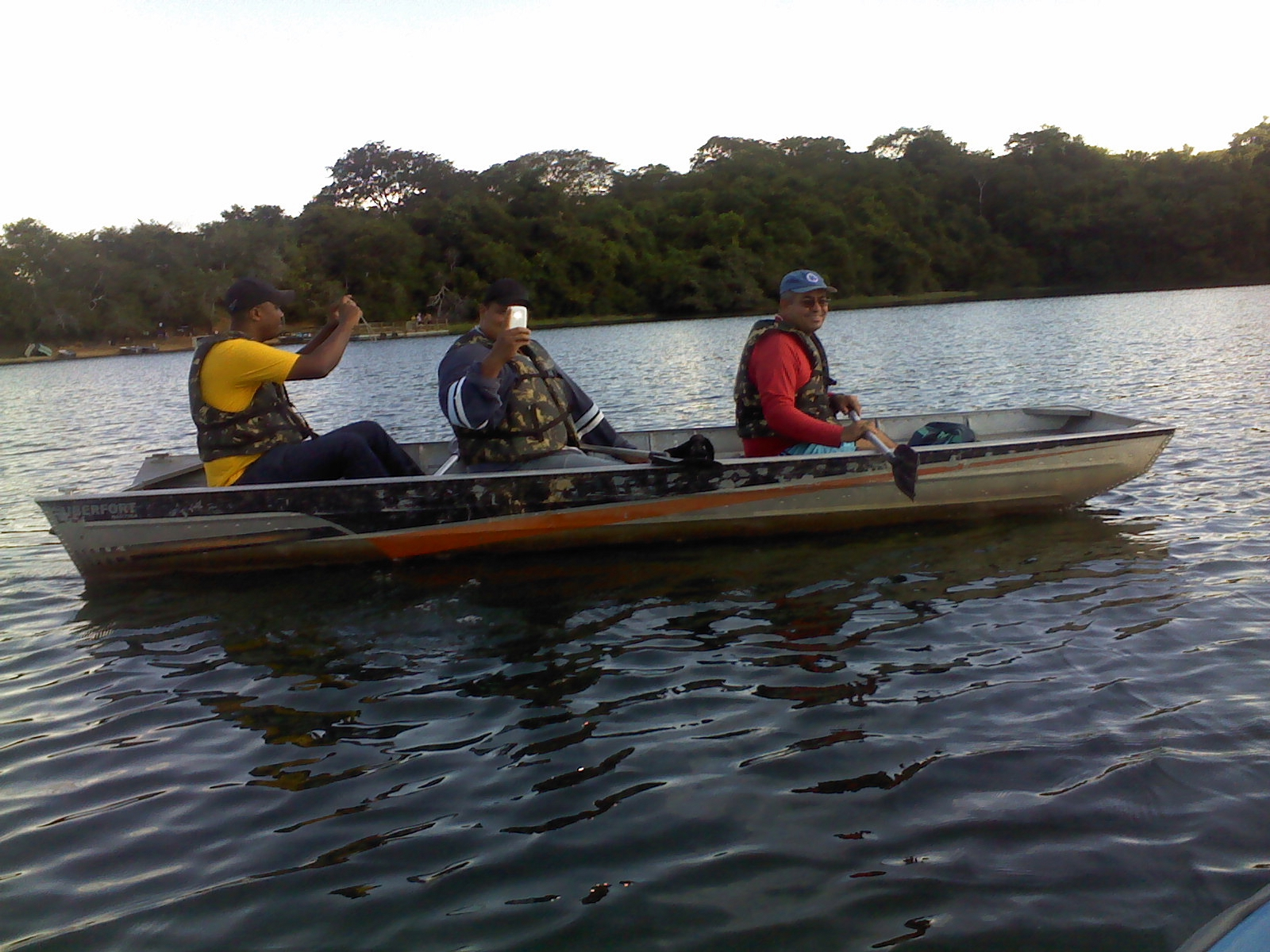
Pescadores na Lagoa Dom Helvécio
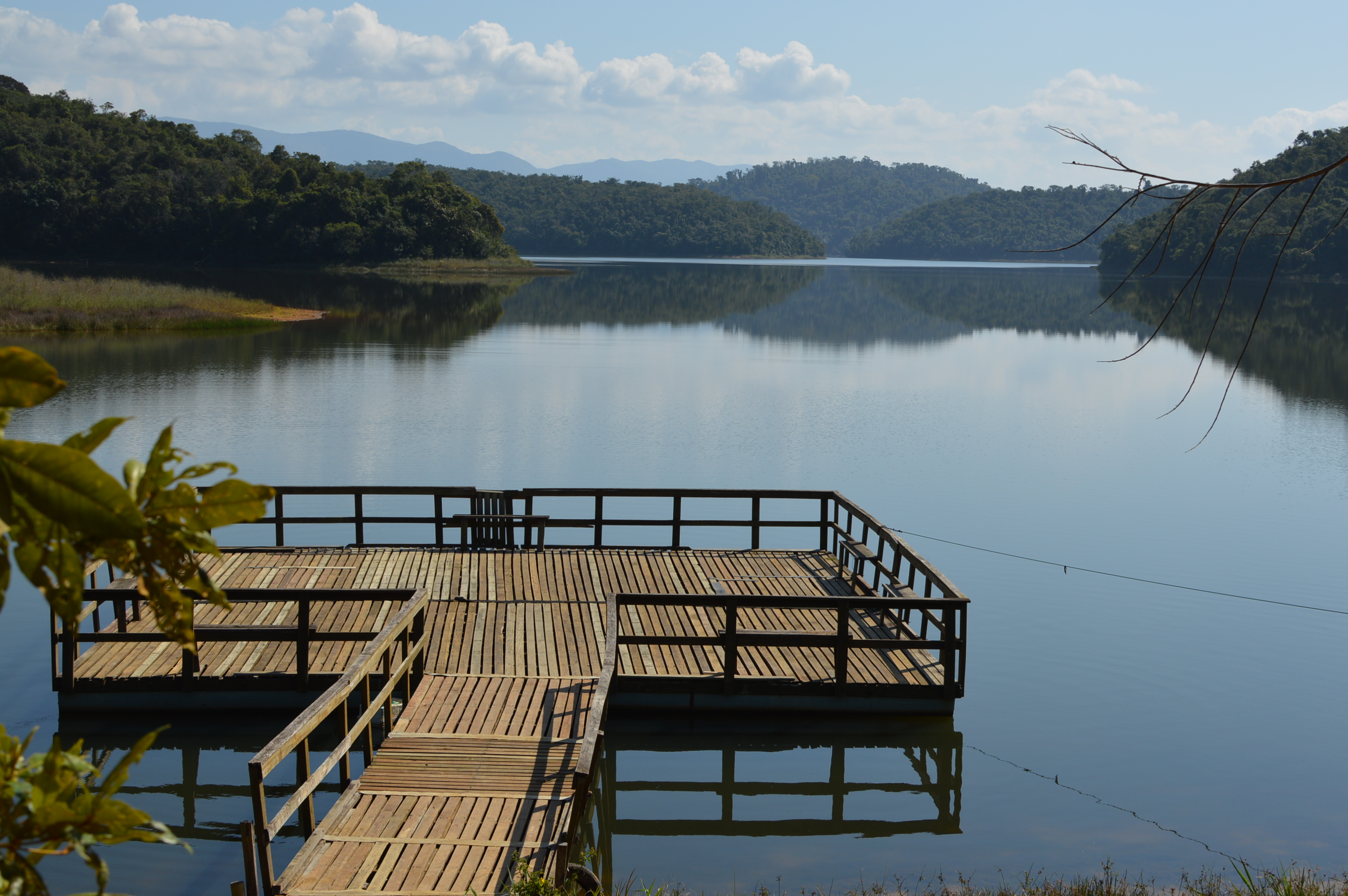
Vista da lagoa
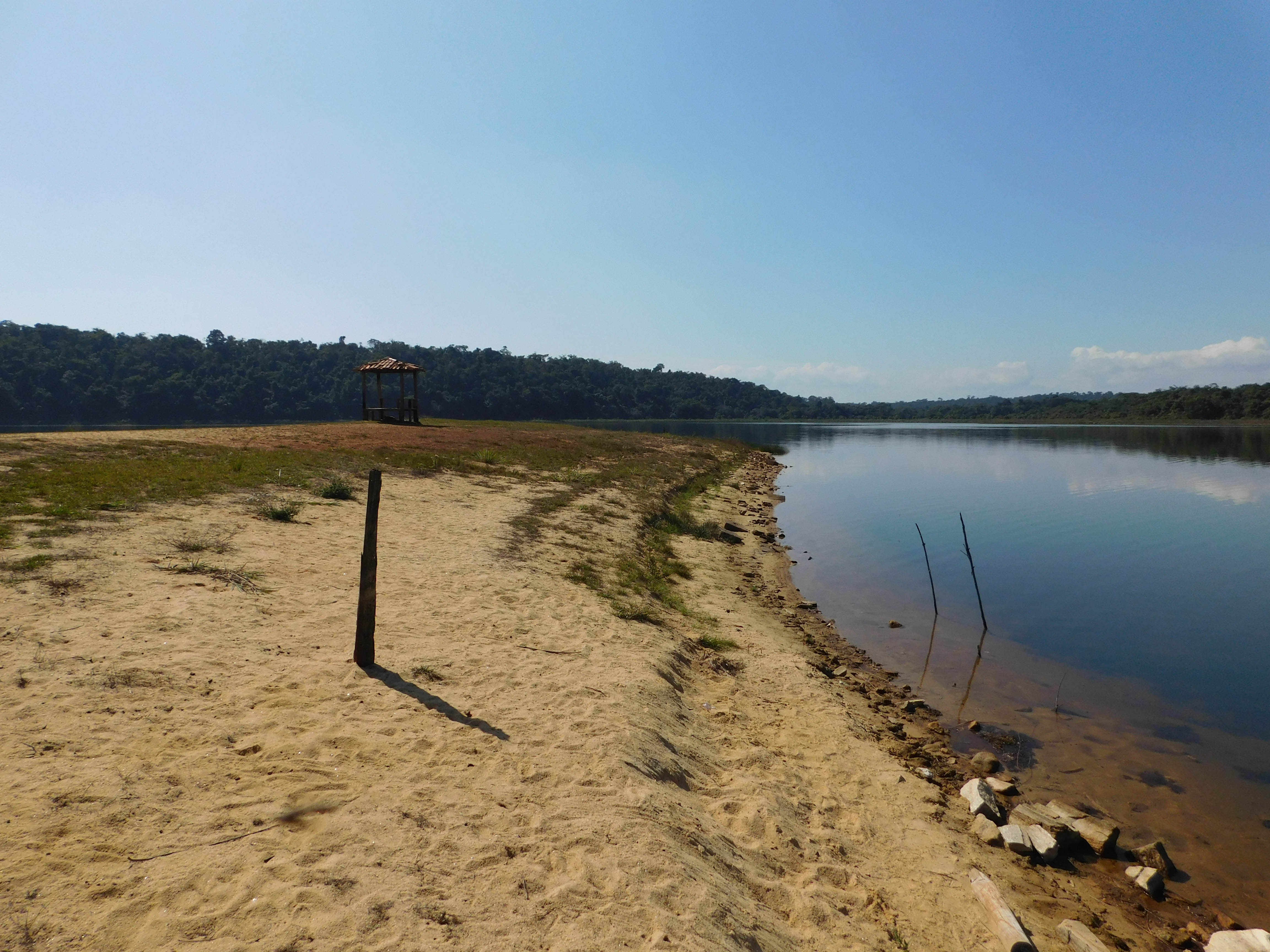
A "prainha" da lagoa, área liberada para banhos.